# Filmografia de Kevin Costner

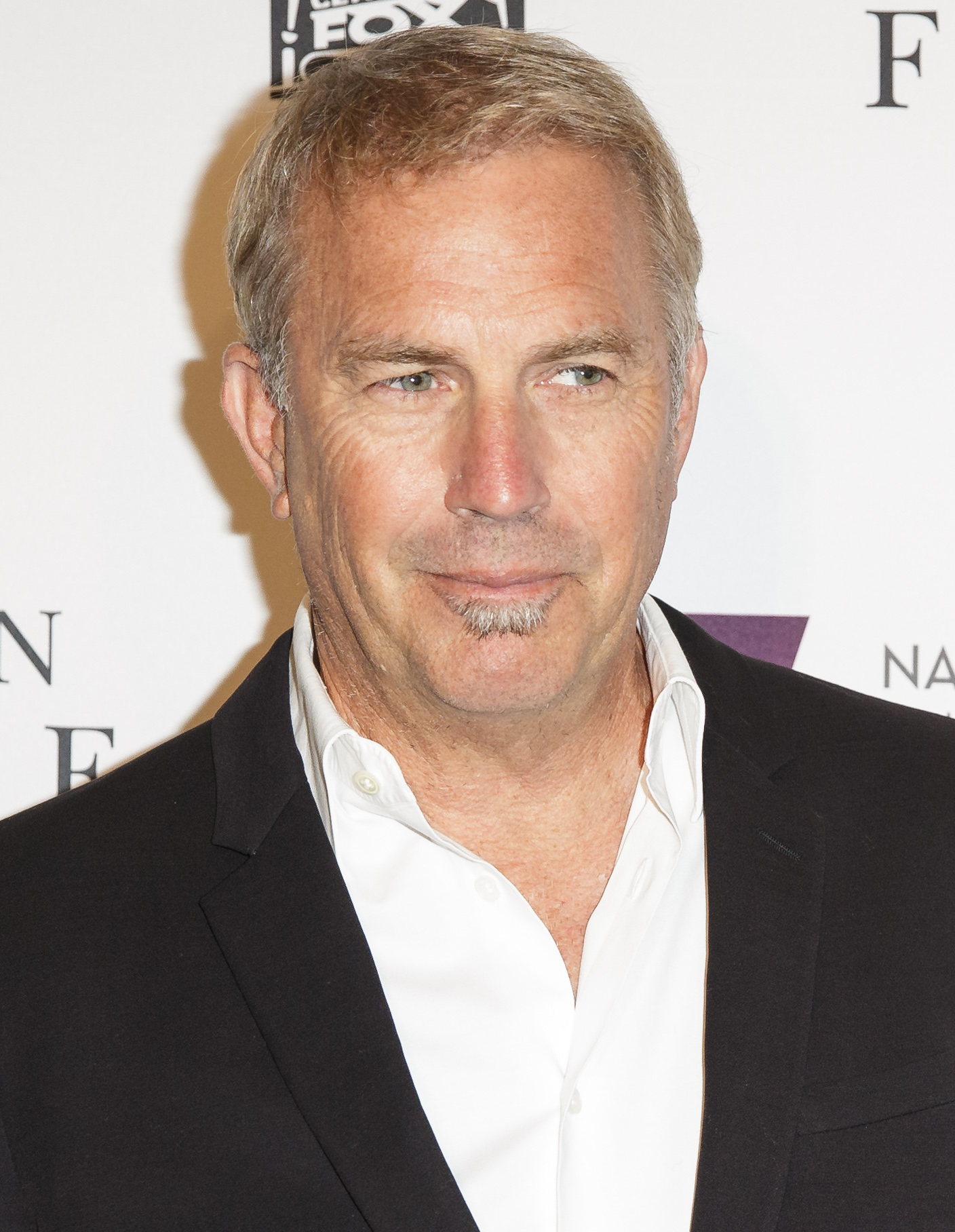
Kevin Costner na exibição de Hidden Figures no Museu Nacional Afro-Americano, 2016.

Kevin Costner é um ator, diretor e produtor cinematográfico estadunidense cuja carreira cinematográfica teve início com uma pequena atuação filme Sizzle Beach, U.S.A., filmado em 1978 e lançado em 1981. Logo em seguida, Costner teve uma pequena atuação em Night Shift (1982), dirigido por Ron Howard, e também no drama Table for Five e na comédia dramática The Big Chill. Nos anos seguintes, o ator atuou em filmes de menor repercussão, como a comédia Fandango e o drama American Flyers antes de sua performance no western Silverado, considerado o divisor de águas em sua carreira. Em 1987, o ator solidificou sua carreira com a atuação no suspense policial The Untouchables e ao estrelar o suspense No Way Out.
Em 1990, Costner estrelou, produziu e dirigiu o drama histórico Dances with Wolves, vencedor de sete de doze indicações ao Óscar. Costner, pessoalmente, foi indicado ao prêmio Melhor Direção. No mesmo ano, produziu e co-estrelou o suspense Revenge ao lado de Anthony Quinn e Madeleine Stowe. No ano seguinte, mantendo-se no auge de sua carreira, Costner estrelou o bem-sucedido filme de aventura histórica Robin Hood: Prince of Thieves, ao lado de Morgan Freeman e Alan Rickman e o drama JFK, sob a direção de Oliver Stone. Em 1992, dividiu as telas com a cantora Whitney Houston no filme romântico The Bodyguard, altamente aclamado pela crítica e considerado um marco alto na carreira de ambos os artistas. Nos anos seguintes, estrelou o drama biográfico Wyatt Earp (1994), sua terceira colaboração com Lawrence Kasdan; a ficção científica Waterworld (1995); o épico apocalíptico The Postman (1997), ao qual também dirigiu; e o drama Message in a Bottle (1999).
Na década de 2000, Costner destacou-se em Thirteen Days, 3000 Miles to Graceland (2001) e Dragonfly (2002). Em 2010, dividiu as telas com Ben Affleck, Tommy Lee Jones e Chris Cooper em The Company Men, que recebeu boas avaliações da crítica. Em 2013, após três anos sem atuar no cinema, Costner interpretou Jonathan Kent em Man of Steel - reboot da franquia Superman e primeiro lançamento do Universo Estendido DC. O ator reprisou o papel em Batman v Superman: Dawn of Justice (2016) e Justice League (2017), ambos lançamentos da mesma franquia.

## Filmografia

### Cinema
| Ano  | Título original                    | Papel | Papel   | Papel    | Papel                  | Diretor(a)           | Ref.   |
| Ano  | Título original                    | Ator  | Diretor | Produtor | Papel                  | Diretor(a)           | Ref.   |
| ---- | ---------------------------------- | ----- | ------- | -------- | ---------------------- | -------------------- | ------ |
| 1981 | Sizzle Beach, U.S.A.               | Sim   |         |          | John Logan             | Richard Brander      | [ 1 ]  |
| 1982 | Chasing Dreams                     | Sim   |         |          | Ed                     | Therese Conte        |        |
| 1982 | Night Shift                        | Sim   |         |          | Garoto                 | Ron Howard           |        |
| 1982 | Frances                            | Sim   |         |          | Luther Adler           | Graeme Clifford      |        |
| 1983 | Stacy's Knights                    | Sim   |         |          | Will Bonner            | Jim Wilson           |        |
| 1983 | Table for Five                     | Sim   |         |          | Marido de Newlywed     | Robert Lieberman     |        |
| 1983 | Testament                          | Sim   |         |          | Phil Pitkin            | Lynne Littman        |        |
| 1983 | The Big Chill                      | Sim   |         |          | Alex Marshall          | Lawrence Kasdan      | [ 3 ]  |
| 1984 | Shadows Run Black                  | Sim   |         |          | Jimmy Scott            | Howard Heard         |        |
| 1985 | Fandango                           | Sim   |         |          | Gardner Barnes         | Kevin Reynolds       |        |
| 1985 | Silverado                          | Sim   |         |          | Jake                   | Lawrence Kasdan      |        |
| 1985 | American Flyers                    | Sim   |         |          | Marcus Sommers         | John Badham          |        |
| 1987 | The Untouchables                   | Sim   |         |          | Eliot Ness             | Brian De Palma       |        |
| 1987 | No Way Out]                        | Sim   |         |          | Tenente Tom Farrell    | Roger Donaldson      |        |
| 1988 | Bull Durham                        | Sim   |         |          | Crash Davis            | Ron Shelton          |        |
| 1989 | Field of Dreams                    | Sim   |         |          | Ray Kinsella           | Phil Alden Robinson  |        |
| 1989 | The Gunrunner                      | Sim   |         |          | Ted                    | Nardo Castillo       |        |
| 1990 | Revenge                            | Sim   |         | Sim      | Michael Cochran        | Tony Scott           | [ 5 ]  |
| 1990 | Dances with Wolves                 | Sim   | Sim     | Sim      | Tenente John J. Dunbar |                      | [ 5 ]  |
| 1991 | Robin Hood: Prince of Thieves      | Sim   |         | Sim      | Robin de Locksley      | Kevin Reynolds       | [ 8 ]  |
| 1991 | JFK                                | Sim   |         |          | Jim Garrison           | Oliver Stone         |        |
| 1992 | The Bodyguard                      | Sim   |         | Sim      | Frank Farmer           | Mick Jackson         | [ 9 ]  |
| 1993 | A Perfect World                    | Sim   |         |          | Robert Haynes          | Clint Eastwood       | [ 11 ] |
| 1994 | A Century of Cinema                | Sim   |         |          | Ele mesmo              | Caroline Thomas      |        |
| 1994 | Wyatt Earp                         | Sim   |         |          | Wyatt Earp             | Lawrence Kasdan      | [ 11 ] |
| 1994 | The War (filme)                    | Sim   |         |          | Stephen Simmons        | Jon Avnet            |        |
| 1995 | Waterworld                         | Sim   |         |          | Marinheiro             | Kevin Reynolds       |        |
| 1996 | Tin Cup                            | Sim   |         |          | Roy McAvoy             | Ron Shelton          | [ 11 ] |
| 1997 | The Postman                        | Sim   | Sim     | Sim      | Mensageiro             |                      |        |
| 1999 | Message in a Bottle                | Sim   |         | Sim      | Garret Blake           | Luis Mandoki         |        |
| 1999 | For Love of the Game               | Sim   |         |          | Billy Chapel           | Sam Raimi            |        |
| 1999 | Play It to the Bone                | Sim   |         |          |                        | Ron Shelton          |        |
| 2000 | Thirteen Days                      | Sim   |         |          | Kenny O'Donnell        | Roger Donaldson      |        |
| 2001 | 3000 Miles to Graceland            | Sim   |         |          | Thomas J. Murphy       | Demian Lichtenstein  |        |
| 2002 | Dragonfly                          | Sim   |         |          | Joe Darrow             | Tom Shadyac          |        |
| 2003 | Open Range                         | Sim   | Sim     | Sim      | Charley Waite          |                      |        |
| 2005 | The Upside of Anger                | Sim   |         |          | Denny Davies           | Mike Binder          | [ 11 ] |
| 2005 | Rumor Has It...                    | Sim   |         |          | Beau Burroughs         | Rob Reiner           |        |
| 2006 | The Guardian                       | Sim   |         |          | Ben Randall            | Andrew Davis         |        |
| 2007 | Mr. Brooks                         | Sim   |         | Sim      | Earl Brooks            | Bruce A. Evans       | [ 11 ] |
| 2008 | Swing Vote                         | Sim   |         | Sim      | Bud Johnson            | Joshua Michael Stern |        |
| 2009 | The New Daughter                   | Sim   |         |          | John James             | Luis Berdejo         |        |
| 2010 | The Company Men                    | Sim   |         |          | Jack Dolan             | John Wells           | [ 15 ] |
| 2013 | Man of Steel                       | Sim   |         |          | Jonathan Kent          | Zack Snyder          | [ 13 ] |
| 2014 | Jack Ryan: Shadow Recruit          | Sim   |         |          | Thomas Harper          | Kenneth Branagh      | [ 16 ] |
| 2014 | 3 Days to Kill                     | Sim   |         |          | Ethan Renner           | McG                  |        |
| 2014 | Draft Day                          | Sim   |         |          | Sonny Weaver, Jr.      | Ivan Reitman         | [ 17 ] |
| 2014 | The Man Who Saved the World        | Sim   |         |          | Ele mesmo              | Peter Anthony        |        |
| 2014 | Black or White                     | Sim   |         | Sim      | Elliot Anderson        | Mike Binder          | [ 18 ] |
| 2015 | McFarland, USA                     | Sim   |         |          | Jim White              | Niki Caro            | [ 19 ] |
| 2016 | Batman v Superman: Dawn of Justice | Sim   |         |          | Jonathan Kent          | Zack Snyder          | [ 14 ] |
| 2016 | Criminal                           | Sim   |         |          | Jericho Stewart        | Ariel Vromen         | [ 20 ] |
| 2016 | Hidden Figures                     | Sim   |         |          | Al Harrison            | Theodore Melfi       | [ 21 ] |
| 2017 | Molly's Game                       | Sim   |         |          | Larry Bloom            | Aaron Sorkin         | [ 22 ] |
| 2017 | Justice League                     | Sim   |         |          | Jonathan Kent          | Zack Snyder          | [ 14 ] |